# Bjärby alvar
Bjärby alvar är ett naturreservat i Mörbylånga kommun i Kalmar län.
Området är naturskyddat sedan 1994 och är 326,5 hektar stort. Reservatet består av  hällmarksalvar samt mindre våtmarker och trädbevuxna höjdryggar.